# Papervision3D
Papervision3D ist eine 3D-Engine für die Flash-Plattform. Das Framework ist in der Programmiersprache ActionScript geschrieben und als Open-Source-Software unter der MIT-Lizenz veröffentlicht. Es wurde im Dezember 2005 von Carlos Ulloa begonnen und 2006 erstmals veröffentlicht. Seit den letzten Releases 2009 wird es nicht mehr weiterentwickelt.
Die Flash-Plattform enthielt bis Version CS3 standardmäßig nur zweidimensionale Zeichenfunktionen, aber keine Routinen zur Darstellung von dreidimensionalen Modellen. Aus diesem Mangel heraus entstanden um die Jahre 2005 und 2006 mehrere 3D-Frameworks, die aufbauend auf den damaligen Möglichkeiten von Flash das Rendering von dreidimensionalen Objekten in Echtzeit, und damit interaktiv, realisierten. Das erste bedeutende Projekt dieser Art war Sandy von Thomas Pfeiffer, veröffentlicht 2005; das zweite war Papervision3D. Es war zunächst ausgesprochen erfolgreich und machte Flash zur wichtigsten Auslieferungsplattform für dreidimensionale Inhalte im World Wide Web.
Papervision3D nutzt nicht die heute in Flash verfügbaren Techniken zur Unterstützung von 3D-Engines, insbesondere nicht die Möglichkeit zum GPU-beschleunigten Rendering (Stage3D seit Flash Player 11, 2011). Seine historische Bedeutung liegt vor allem darin, dass es die Grundlage für Away3D war. Away3D wurde 2007 von Papervision3D abgespalten und gehört inzwischen zu den wichtigsten Open-Source-3D-Engines für Flash; es wird von Adobe als Teil des Gaming SDK publiziert.